# Leskeodon palmarum
Leskeodon palmarum är en bladmossart som beskrevs av Brotherus 1907. Leskeodon palmarum ingår i släktet Leskeodon och familjen Daltoniaceae. Inga underarter finns listade i Catalogue of Life.